# Путткамер, Лаврентий Станиславович
Граф Лаврентий Станиславович Путткамер (пол. Wawrzyniec Puttkamer; 11 апреля 1859 — 30 ноября 1923) — российский и польский политик.

## Биография
Происходил из ополяченного в XVIII веке прусского графского рода, евангелическо-реформатского вероисповедания.  Родился 11 апреля 1859 года.
Окончил Виленское реальное училище и в 1880 году — Санкт-Петербургский институт инженеров путей сообщения. Участвовал в строительстве Уральской, Бакинской и Полесских железных дорог. С 1883 года — член Виленского дворянского собрания.
Осенью 1905 года стал делегатом от дворянства Лидского уезда Виленской губернии в Виленской земской комиссии по вопросу о введении земств в Прибалтийских губерниях. В 1906 году выступил как один из организаторов Виленского общества друзей науки. Был куратором Виленского евангелического реформатского синода. Попечитель евангелическо-реформатского прихода в Вильне. Член польской Национальной лиги и Национально-демократической партии. 

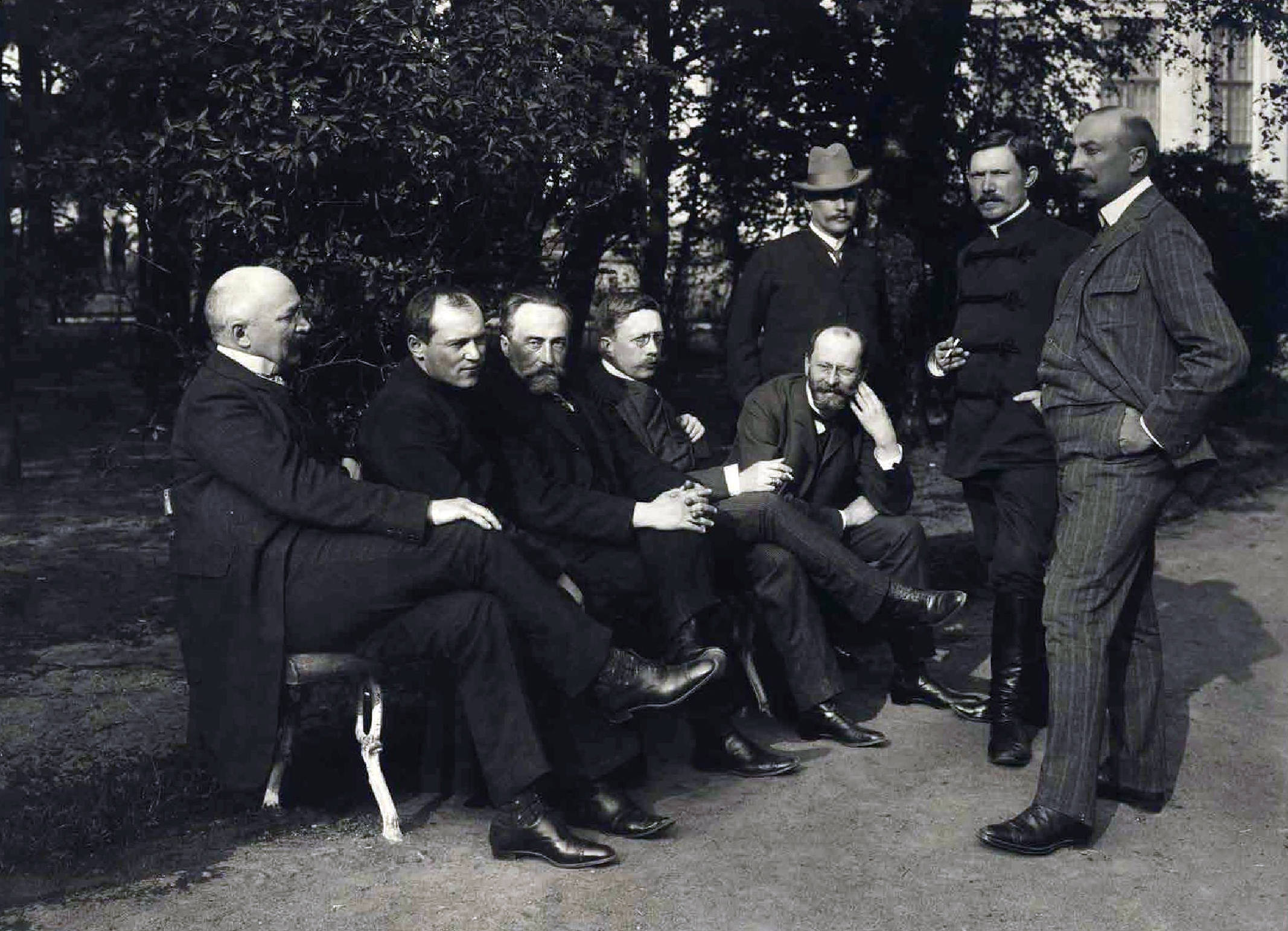
Депутаты 2-й Государственной думы. Сидят: Л. С. Путткамер, Л. К. Родзевич, М. Г. Хелховский, Л. Ф. Лубенский, М. А. Венславский; стоят: В. В. Жуковский, М. К. Дзюржинский, С. А. Ванькович

Был землевладельцем Виленской (1,1 тысячи десятин) и Минской (9 тысяч десятин) губерний; 6 февраля 1907 года избран во 2-ю Государственную думу от общего состава выборщиков Виленского губернского избирательного собрания. Входил в Польское коло, был членом бюджетной комиссии.
После роспуска 2-й думы участвовал в деятельности Виленского сельскохозяйственного общества (его член с 1900<ref>В 1902 году сделал в обществе доклад: «XXX лет деятельности акционерных земельных банков : Тридцать лет деятельности акционерных земельных банков» (Санкт-Петербург: типо-лит. А.Э. Винеке, 1902. — [2], 63 с.).< /ref>), входил в его Совет (до апреля 1909); до 1911 года неофициально представлял интересы общества в Санкт-Петербурге. С 1908 года — член Виленского общества в поддержку польского сценического искусства. Представитель дворянства Виленской губернии в Санкт-Петербургском районном железнодорожном комитете.
Был избран 14 октября 1912 года в 4-ю Государственную думу от съезда землевладельцев. Входил в Группу западных окраин (её председатель). Член Совета старейшин (представитель фракции). Член комиссий: финансовой, по местному самоуправлению, по военным и морским делам, земельной, о замене сервитутов. Докладчик финансовой комиссии. Выступал с думской трибуны в защиту прав поляков.
В начале 1-й мировой войны поддержал антигерманскую декларацию Польского коло, которую огласил В. Ф. Яронский. Выступил в поддержку Прогрессивного блока, заявил о готовности войти в его состав с условием, что представителям Польского коло будет предоставлено право выступать по национальному вопросу, не ограничиваясь рамками программы блока (его заявление не было одобрено другими членами Польского коло). Резко критиковал тактику «выжженной земли», которую применяла отступавшая российская армия.
После Февральской революции 1917 года участвовал в организации и проведении Польского политического съезда (21—26.7.1917, Москва); вошёл в состав избранного на съезде межпартийного объединения — Польская Рада. Член Совета Восточных окраин, который занимался координацией работы польских политических деятелей в Литве, Белоруссии и на Украине.
После октябрьской революции выехал из Петрограда в Минск, затем в Литву. С осени 1918 года состоял членом дворянской организации, выступавшей за присоединение Виленского края к Польше; был назначен германскими оккупационными властями «делегатом по делам польской национальности». В ноябре 1918 года участвовал в съезде дворянских депутатов в Вильне, отстаивал планы польских национал-демократов по включению Виленского края в состав польского государства. Затем по поручению Временного комитета польских обществ и групп в Белоруссии командирован в Париж, где вел пропаганду за присоединение к Польше бывших западных губерний Российской империи. Сотрудничал с Национальным польским комитетом. В мае 1919 года вернулся на родину, где стал членом польского Народно-национального союза. Осенью 1922 года по списку Христианского союза национального единства принимал участие в выборах в польский Сенат 1-го созыва (избран не был).
Был женат (с 1887 года); имел дочь.
Скоропостижно скончался 30 ноября 1923 года от апоплексического удара. Похоронен в Вильно на кальвинистском кладбище.